# La mia metà
La mia metà è un album discografico del cantautore italiano Lorenzo Campani, pubblicato nel 2012 dalla Saifam.
È il primo album solista di Lorenzo e la copertina rappresenta una foto insieme al figlio.
Lorenzo presenta così il disco: "La mia metà è il mio primo album da solista, la mia metà è quello che ho e che vorrei sempre avere, la mia metà è mio figlio, la mia metà è Quasimodo e Clopin, la mia metà è il rock e la melodia intinta nella passione... La mia metà siete voi che mi seguite e che mi apprezzate".

## Tracce
1. Per sempre – 4:13 (L. Campani, L. Longhini, S. Peretto, G. Santisi, R. Droghetti)
2. Estasi – 3:57 (L. Campani, L. Longhini, S. Peretto, G. Santisi, R. Droghetti)
3. Pane e parole – 3:53 (L. Campani, S. Carrara)
4. Un giorno in più – 3:17 (L. Campani, L. Longhini, S. Peretto, G. Santisi, R. Droghetti)
5. Schegge impazzite – 4:16 (L. Campani, A. Righi)
6. Non arrivano le donne – 3:35 (L. Campani, C. Bagnoli)
7. Tu dimmi – 3:06 (L. Campani, L. Longhini, S. Peretto, G. Santisi, R. Droghetti)
8. La mia metà – 3:49 (L. Campani, L. Longhini, S. Peretto, G. Santisi, R. Droghetti)
9. Aria – 4:49 (L. Campani, L. Longhini, S. Peretto, G. Santisi, R. Droghetti, R. Taormina)
10. L'ultimo dei matti – 3:28 (L. Campani, F. Biguzzi Ferrari)
11. Cattivi – 3:05 (L. Campani, L. Longhini, S. Peretto, G. Santisi, R. Droghetti, B. Dati) – traccia in esclusiva per iTunes

## Musicisti
- Lorenzo Campani - voce, cori
- Luca Longhini - chitarra acustica ed elettrica
- Cristian Bagnoli - chitarra elettrica nella traccia 6
- Renato Droghetti - pianoforte, synth, Hammond, Rhodes, archi, programmazione
- Giorgio Santisi - basso